# 国鉄ウ100形貨車
国鉄ウ100形貨車（こくてつウ100がたかしゃ）は、かつて鉄道省及び1949年（昭和24年）6月1日以降は日本国有鉄道（国鉄）に在籍した有蓋貨車（豚積車）である。

## 概要
ウ100形は、1931年（昭和6年）度から1940年（昭和15年）度にかけて、国鉄工場にてカ1000形（64両）、ワフ6500形（20両）、ウ1形（2両）から改造され生まれた10 t積み豚積車である。合計86両（ウ100 - ウ185）が改造製作された。
種車形式の違いにより外観は3種類に大別できる。
各年度における各工場の製造数、種車形式は以下のとおりである。
昭和6年度 30両

大宮工場 5両（ウ100 - ウ104）カ1000形

大井工場 5両（ウ105 - ウ109）カ1000形

名古屋工場 5両（ウ110 - ウ114）カ1000形

長野工場 5両（ウ115 - ウ119）カ1000形

盛岡工場 5両（ウ120 - ウ124）カ1000形

土崎工場 5両（ウ125 - ウ129）カ1000形

昭和7年度 34両

名古屋工場 5両（ウ130 - ウ134）カ1000形

長野工場 5両（ウ135 - ウ139）カ1000形

鷹取工場 10両（ウ140 - ウ149）カ1000形

幡生工場 5両（ウ150 - ウ154）カ1000形

盛岡工場 4両（ウ155 - ウ158）カ1000形

土崎工場 5両（ウ159 - ウ163）カ1000形

昭和8年度 20両

幡生工場 5両（ウ164 - ウ168）ワフ6500形

小倉工場 5両（ウ169 - ウ173）ワフ6500形

盛岡工場 5両（ウ174 - ウ178）ワフ6500形

土崎工場 5両（ウ179 - ウ183）ワフ6500形

昭和14年度 1両

盛岡工場 1両（ウ184）ウ1形

昭和15年度 1両

盛岡工場 1両（ウ185）ウ1形

塗色は、黒であり、全長は7,030 mm、全幅は2,564 mm、全高は3,480 mm、軸距は3,962 mm、自重は7.8 t - 8.5 t、換算両数は積車1.4、空車0.8、最高運転速度は65 km/h、車軸は10 t軸であった。
改造より約21年後に「老朽貨車の形式廃車」の対象形式に指定され、1952年（昭和27年）6月26日通達「車管第1232号」により告示された（当時の在籍車数は19両であった）。 戦後未捕捉車が数両存在したため昭和34年度調査で在籍車なしが確認された。